# Dorcadion meschniggi
Dorcadion meschniggi là một loài bọ cánh cứng trong họ Cerambycidae.